# نینو چروتی
نینو چروتی (انگلیسی: Nino Cerruti؛ زادهٔ ۲۵ سپتامبر ۱۹۳۰ – درگذشتهٔ ۱۵ ژانویهٔ ۲۰۲۲) کارآفرین و طراح مد اهل ایتالیا بود که در سال ۱۹۶۷ شرکت چروتی را تأسیس نمود.